# 크런치롤
크런치롤(영어: Crunchyroll)은 소니 그룹이 소유한 미국 구독형 주문형 비디오 스트리밍 서비스이자 미국의 기업이다. 이 서비스는 주로 일본 애니메이션을 포함하여 동아시아 미디어에서 제작한 영화 및 TV 시리즈를 배포하며 캘리포니아주 샌프란시스코에 본사를 두고 있다. 도쿄도 시부야에 일본 지점이 있다.
2006년 버클리 캘리포니아 대학교 졸업생 그룹에 의해 설립된 크런치롤은 전 세계적으로 1억 명이 넘는 등록 사용자에게 콘텐츠를 제공한다. 크런치롤은 이전에 AT&T/워너미디어의 오터 미디어의 자회사였으며, 2016년부터 2018년까지 이 기업은 퍼니메이션과 파트너십을 맺었다. 퍼니메이션은 소니가 2017년에 인수했으며 소니가 2021년 AT&T에서 크런치롤을 인수한 후 2022년에 결국 자사 브랜드로 합병되었다.
크런치롤은 일본 애니메이션 협회(AJA)의 회원이다. "크런치롤-히메", 일명 "히메"는 크런치롤의 공식 마스코트이다.
크런치롤은 1,000개 이상의 애니메이션 쇼, 200개 이상의 동아시아 드라마를 18개 이상의 언어로 제공하고 약 80개의 만화 타이틀을 크런치롤 MAN으로 제공한다. 단, 사용 가능한 쇼 수는 라이선스 제한으로 인해 국가마다 다르다. 크런치롤은 2017년 2월에 유료 가입자 100만 명을 넘어섰고, 2022년 기준으로 1,000만 명 이상의 유료 가입자를 보유하고 있다.

## 프로그래밍

### 오리지널 프로그래밍
- 허구추리
- 신의 탑
- 갓 오브 하이스쿨
- 어쨌든 귀여워
- 노블레스 (만화)
- 거미입니다만, 문제라도?
- 괴병의 라무네
- 해적왕녀